# Shopping City Sibiu
Shopping City Sibiu (fost European Retail Park Sibiu) este un centru comercial în Sibiu, România, inaugurat pe 16 noiembrie 2006, situat în Șelimbăr pe DN1 la intrarea în oraș dinspre Pitești. Este singurul parc comercial din România cu doua hipermarketuri Auchan si Carrefour. Parcul mai cuprinde magazine ca Leroy Merlin, Mobexpert, Decathlon, Altex, Flanco, C&A, H&M, New Yorker, Pepco, Takko, Hervis, Jysk, CCC, Deichman, Humanic, dm, Douglas și un restaurant KFC.
A fost dezvoltat de fondul de investiții Belrom, în urma unei investiții de 50 milioane de euro. În noiembrie 2006 a fost cumpărat de fondul de investiți britanic Argo Real Estate, pentru suma de 83 de milioane de euro.
Ulterior, Argo a investit în extinderea centrului circa 35 de milioane de euro pentru a adăuga o suprafață de 32.000 de metri pătrați. Pe 19 noiembrie 2008 a fost inaugurată suprafața adăugată, Sibiu Shopping City devenind astfel cel mai mare centru comercial din afara Bucureștiului, cu o suprafață închiriabilă de 85.000 de metri pătrați.